# Скородний (Бещадський повіт)
Скоро́дний (також Скоро́дне, пол. Skorodne) — село у Бещадському повіті Підкарпатського воєводства Республіки Польща. Колишнє бойківське село.

## Назва
У ході кампанії ліквідації українських назв село в 1977—1981 років називалося Остра (пол. Ostra).

## Історія
Закріпачене в 1580 року в маєтностях Кмітів на волоському праві. До 1772 р. село знаходилося в Перемишльській землі Руського воєводства.
У 1772—1918 роках село було у складі Австро-Угорської монархії, у провінції Королівство Галичини та Володимирії. У 1889 році село належало до Ліського повіту, в селі нараховувалося 109 будинків і 708 мешканців, з них 627 греко-католиків, 12 римо-католиків, 7 протестантів і 62 юдеї.
У 1919—1939 роках — у складі Польщі. Село належало до Ліського повіту Львівського воєводства, у 1934-1939 рр. входило до складу ґміни Літовищі. На 1 січня 1939 року в селі мешкало 1350 осіб, з них 1190 українців-греко-католиків, 30 українців-римокатоликів і 130 євреїв.
У 1940—1951 роках село Скородне належало до Нижньо-Устрицького району Дрогобицької області та було центром Скороднинської сільської ради.
В межах договору обміну територіями 1951 року все українське населення насильно виселене до Одеської області.

## Церква
У 1828 році збудована дерев’яна церква Преп. М. Параскеви, була парафіяльною церквою Затварницького деканату (з 1924 року  — Лютовиського деканату) Перемишльської єпархії УГКЦ. Зруйнована у 1972 році.